# 黃腋雀鯛
黃腋雀鯛（學名：[Pomacentrus flavoaxillaris] 错误：{{Lang}}：文本有斜体标记（帮助）），是輻鰭魚綱鱸形目雀鯛科雀鯛屬的其中一種，分布於中西太平洋密克羅尼西亞海域，深度8至20公尺，本魚體呈卵圓形且側扁，吻部圓鈍，體被櫛鱗，體色灰色到藍灰色，鱗框為黑色形成網狀紋，胸鰭腋內表面通常呈亮黃色，背鰭和臀鰭深灰色或黑色，後面有半透明部分，基部白色，背鰭硬棘13枚、背鰭軟條13-14枚、臀鰭硬棘2枚、臀鰭軟條13-15枚，體長可達7.3公分，棲息在珊瑚礁，以浮游生物為食，繁殖期時成對出現，雄魚會守護卵直到孵化，生活習性不明。